# Meslan
Meslan település Franciaországban, Morbihan megyében. Lakosainak száma 1475 fő (2022. január 1.). Meslan Priziac, Berné, Guilligomarc’h, Querrien, Lanvénégen és Le Faouët községekkel határos.

## Népesség
A település népességének változása:
| Lakosok száma | 1656 | 1630 | 1452 | 1242 | 1410 | 1421 | 1424 | 1417 | 1438 | 1475 |
|               | 1968 | 1982 | 1990 | 2006 | 2013 | 2015 | 2017 | 2019 | 2020 | 2022 |